# Seven de Nueva Zelanda 2013
El Seven de Nueva Zelanda de 2013 fue el cuarto torneo de rugby 7 de la Serie Mundial de Seven de la IRB 2012-13. Se celebró el 1 y 2 de febrero de 2013 en el Westpac Stadium en Wellington, Nueva Zelanda. 16 equipos tomarán parte, además de los 15 "core teams" un equipo designado por la IRB para este torneo.

## Formato
Los equipos son distribuidos en cuatro grupos de cuatro equipos cada uno. Cada equipo juega una vez contra cada equipo de su grupo. Los dos mejores equipos de cada grupo avanzan al cuadro Cup/Plate. Mientras que los dos últimos equipos de cada grupo van al cuadro Bowl/Shield.

## Fase de grupos

### Grupo A
| Equipo         | Encuentros | Encuentros | Encuentros | Encuentros | Tantos  | Tantos    | Tantos     | Puntos |
| Equipo         | jugados    | ganados    | empatados  | perdidos   | a favor | en contra | diferencia | Puntos |
| -------------- | ---------- | ---------- | ---------- | ---------- | ------- | --------- | ---------- | ------ |
| Inglaterra     | 3          | 2          | 1          | 0          | 59      | 31        | +28        | 8      |
| Nueva Zelanda  | 3          | 2          | 0          | 1          | 67      | 34        | +33        | 7      |
| España         | 3          | 1          | 0          | 2          | 20      | 69        | −49        | 5      |
| Estados Unidos | 3          | 0          | 1          | 2          | 27      | 39        | −12        | 4      |

Nota: Se otorgan 3 puntos al equipo que gane un partido, 2 al que empate y 1 al que pierda

### Grupo B
| Equipo    | Encuentros | Encuentros | Encuentros | Encuentros | Tantos  | Tantos    | Tantos     | Puntos |
| Equipo    | jugados    | ganados    | empatados  | perdidos   | a favor | en contra | diferencia | Puntos |
| --------- | ---------- | ---------- | ---------- | ---------- | ------- | --------- | ---------- | ------ |
| Kenia     | 3          | 3          | 0          | 0          | 53      | 22        | +31        | 9      |
| Argentina | 3          | 2          | 0          | 1          | 38      | 38        | 0          | 7      |
| Francia   | 3          | 1          | 0          | 2          | 59      | 48        | +11        | 5      |
| Tonga     | 3          | 0          | 0          | 3          | 29      | 71        | −42        | 3      |

### Grupo C
| Equipo    | Encuentros | Encuentros | Encuentros | Encuentros | Tantos  | Tantos    | Tantos     | Puntos |
| Equipo    | jugados    | ganados    | empatados  | perdidos   | a favor | en contra | diferencia | Puntos |
| --------- | ---------- | ---------- | ---------- | ---------- | ------- | --------- | ---------- | ------ |
| Samoa     | 3          | 3          | 0          | 0          | 64      | 34        | +30        | 9      |
| Sudáfrica | 3          | 1          | 0          | 2          | 46      | 45        | +1         | 5      |
| Canadá    | 3          | 1          | 0          | 2          | 55      | 67        | −12        | 5      |
| Gales     | 3          | 1          | 0          | 2          | 38      | 57        | −19        | 5      |

### Grupo D
| Equipo    | Encuentros | Encuentros | Encuentros | Encuentros | Tantos  | Tantos    | Tantos     | Puntos |
| Equipo    | jugados    | ganados    | empatados  | perdidos   | a favor | en contra | diferencia | Puntos |
| --------- | ---------- | ---------- | ---------- | ---------- | ------- | --------- | ---------- | ------ |
| Australia | 3          | 3          | 0          | 0          | 74      | 22        | +52        | 9      |
| Escocia   | 3          | 2          | 0          | 1          | 38      | 58        | −20        | 7      |
| Fiyi      | 3          | 1          | 0          | 2          | 48      | 42        | +6         | 5      |
| Portugal  | 3          | 0          | 0          | 3          | 29      | 67        | −38        | 3      |

## Fase Final

### Cuartos de final
| 2 de febrero | Inglaterra | 31 - 7 | Escocia |  |  |

| 2 de febrero | Samoa | 31 - 7 | Argentina |  |  |

| 2 de febrero | Australia | 5 - 24 | Nueva Zelanda |  |  |

| 2 de febrero | Kenia | 21 - 20 | Sudáfrica |  |  |

### Semifinal
| 2 de febrero | Inglaterra | 21 - 19 | Samoa |  |  |

| 2 de febrero | Nueva Zelanda | 14 - 19 | Kenia |  |  |

### Final
| 2 de febrero | Inglaterra | 24 - 19 | Kenia |  |  |

| Bandera de Inglaterra  |
| Campeón Inglaterra     |
| 1º título del circuito |